# Onthophagus dorsipilulus
Onthophagus dorsipilulus là một loài bọ cánh cứng trong họ Bọ hung (Scarabaeidae).